# Tulipanowiec chiński
Tulipanowiec chiński (Liriodendron chinense) – gatunek drzewa z rodziny magnoliowatych występujący w środkowych i południowych Chinach w prowincjach Anhui, Kuangsi, Jiangsu, Fujian, Kuejczou, Hubei, Hunan, Jiangxi, Shaanxi, Zhejiang, Syczuan i Junnan, a także gdzieniegdzie w północnym Wietnamie. Jest bardzo podobny do tulipanowca amerykańskiego. Różni się od niego jednak głębiej powcinanymi liśćmi, a także krótszymi płatkami korony, które są ciemnożółte; nie ma w nich barwy pomarańczowej. Osiąga około 40 m wysokości. Nie jest tak mrozoodporny jak jego amerykański kuzyn, ale uprawia się go w Anglii (wiele okazów znajduje się w Kew Gardens), Irlandii, Belgii, Holandii i w Niemczech. W Ameryce Północnej drzewo to można spotkać na wschodnim wybrzeżu aż po Boston (Massachusetts), a na wybrzeżu zachodnim po Vancouver w Kanadzie.

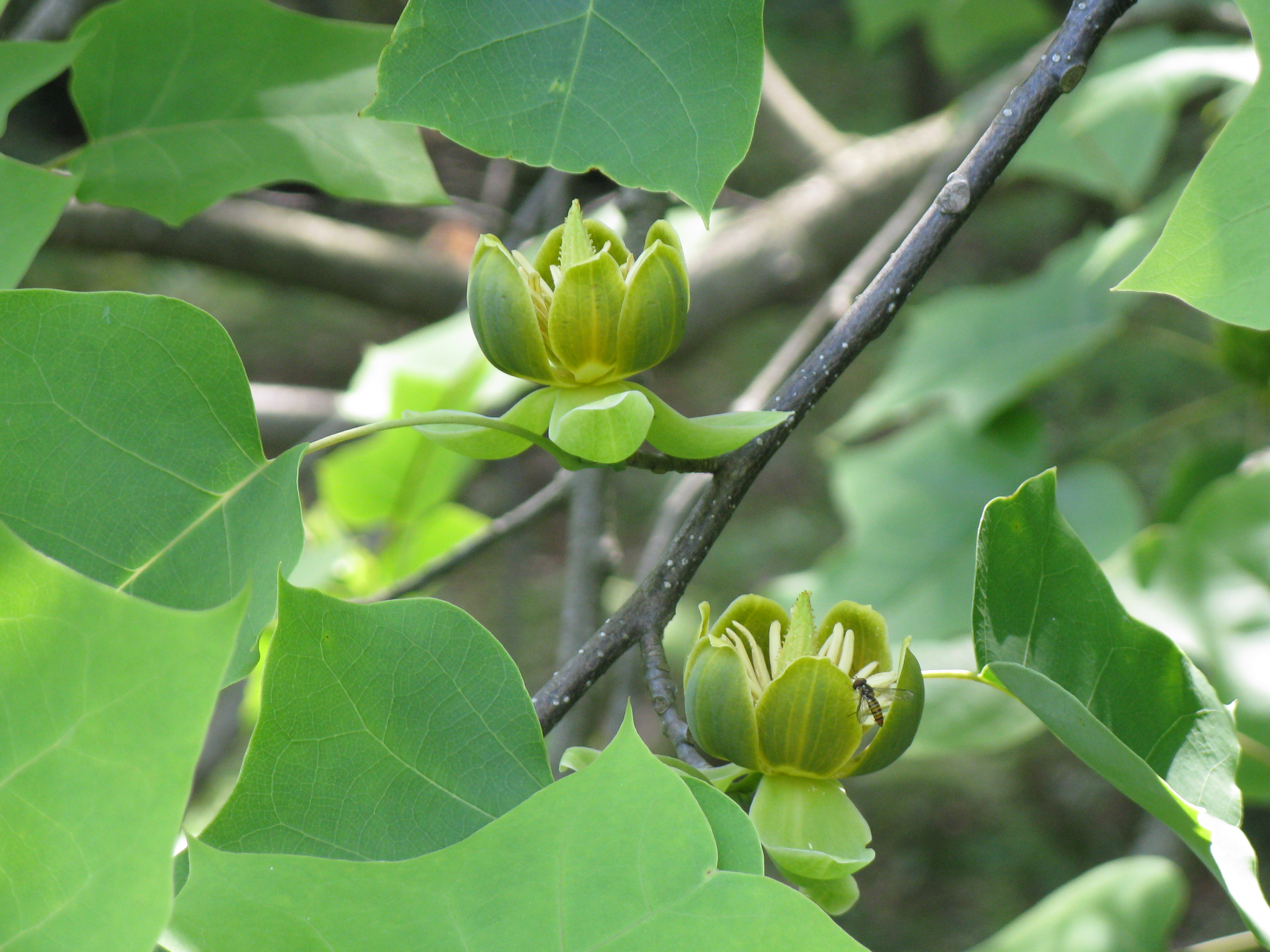

Tulipanowiec chiński jest rzadkim drzewem, gdyż jego siedliska - lasy liściaste lub mieszane - zostały w dużej mierze przekształcone przez człowieka. Jednak dzięki ochronie gatunek ten staje się coraz częściej spotykany. Rośnie na glebach przepuszczalnych, z dużą warstwą próchnicy. Przez wiele lat drzewo to było uważane za niewielkie, ponieważ pierwsze poznane okazy były przycinane i ponieważ najwcześniej poza Azją uprawiano je w Europie, gdzie klimat jest znacznie chłodniejszy niż na jego naturalnych siedliskach. Tulipanowiec chiński, jak każdy z członków rodziny magnoliowatych, ma kruche korzenie, dlatego powinien być przesadzany ostrożnie, najlepiej wczesną wiosną, jeszcze przed wypuszczeniem liści.